# Alessandro Fancellu
Alessandro Fancellu (Como, 24 aprile 2000) è un ciclista su strada italiano che corre per il team JCL Team UKYO. Tra gli juniores nel 2018 ha concluso al terzo posto la prova in linea del mondiale di Innsbruck; è professionista dal 2021.

## Palmarès
- 2017 (Juniores)[1]

Gran Premio Caduti e Martiri Pinarolesi
- 2018 (Juniores)[2]

Gran Premio OMVA
Trofeo Danilo Fiorina
Venaria-Sestriere
- 2019 (Kometa Cycling Team U23)

3ª tappa Vuelta Ciclista a León (Toral de los Vados > Puerto de los Ancares)
Classifica generale Vuelta Ciclista a León
- 2025 (JCL Team UKYO, due vittorie)

2ª tappa Tour of Japan (Inabe > Inabe)
Classifica generale Tour of Japan

## Piazzamenti

### Classiche monumento
- Giro di Lombardia

2022: 55º
2023: ritirato

### Competizioni mondiali
- Campionati del mondo

Innsbruck 2018 - In linea Juniores: 3º

### Competizioni continentali
- Campionati europei

Zlín 2018 - In linea Juniores: 26º